# حزب مصر الحديثة
by wael elnahas

شعار حزب مصر الحديثة

حزب مصر الحديثة هو حزب سياسي مصري، برئاسة نبيل دعبس، يمثل في مجلس النواب بعدد 4 نواب.
== مراجع == by wael elnahas
1. ↑  "الجبهة المصرية تناقش اليوم نتائج مبادرة المشروع الموحدوانسحاب مصر الحديثة". Youm7. 19 مايو 2015. مؤرشف من الأصل في 2016-03-05. اطلع عليه بتاريخ 2015-05-18.
2. ↑  "حمزة زوبع يفضح الإخوان: طالبنا عناصرنا بالتصعيد في اعتصام رابعة للوصول لنقطة تفاوض.. وأنصار التنظيم يهاجمونه: الجماعة ضللتنا وما قالوه سقطة وتشير إلى بيع القضية.. وسلفيون: جزاء من يسير خلف الجماعة". Youm7. 16 أغسطس 2015. مؤرشف من الأصل في 2016-03-04. اطلع عليه بتاريخ 2015-08-16.
3. ↑  "Return of the NDP: Mubarak-regime diehards retrench ahead of Egypt's elections". Ahram Online. 18 سبتمبر 2011. مؤرشف من الأصل في 2016-03-04. اطلع عليه بتاريخ 2013-12-16.